# Rik Battaglia
Pour les articles homonymes, voir Battaglia.
Caterino "Rik" Battaglia, né le 18 février 1927 à Corbola, en Vénétie, et mort dans sa ville natale le 27 mars 2015, est un acteur italien.

## Filmographie partielle
- 1955 : La Fille du fleuve, de Mario Soldati : Gino Lodi
- 1957 : Les Fiancés de la mort (I fidanzati della morte) de Romolo Marcellini
- 1958 : Orage au paradis (Raw Wind in Eden), de Richard Wilson
- 1959 : Hannibal (Annibale), de Carlo Ludovico Bragaglia et Edgar G. Ulmer
- 1959 : Les Bateliers de la Volga, de Victor Tourjanski : Lt. Lisenko
- 1960 : Le Conquérant de l'Orient (Il conquistatore d'Oriente) de Tanio Boccia
- 1960 : Ça s'est passé à Rome (La giornata balorda), de Mauro Bolognini : Carpiti
- 1962 : Jules César, conquérant de la Gaule, d'Amerigo Anton : Vercingétorix
- 1962 : Sodome et Gomorrhe, de Robert Aldrich : Melchior
- 1965 : Les Amants d'outre-tombe (Amanti d'oltretomba) de Mario Caiano : David
- 1968 : Tire, Django, tire (Spara, Gringo, spara) de Bruno Corbucci : capitaine Norton
- 1969 : Sept hommes pour Tobrouk (La battaglia del deserto), de Mino Loy : Bob
- 1970 : Chapagua (L'oro dei bravados) de Giancarlo Romitelli : Murphy
- 1970 : Killer amigo (Ehi amigo... sei morto!) de Paolo Bianchini : Barnett
- 1971 : Il était une fois la révolution, de Sergio Leone : Général Santerna
- 1972 : L'Appel de la forêt, de Ken Annakin : Dutch Harry
- 1973 : L'Île mystérieuse de Juan Antonio Bardem
- 1973 : Croc-Blanc, de Lucio Fulci : Jim Hall
- 1976 : Les Déportées de la section spéciale SS, de Rino Di Silvestro : docteur Schubert
- 1976 : Una vita venduta d'Aldo Florio
- 1977 : L'Affaire Mori (Il prefetto di ferro) de Pasquale Squitieri : Antonio Capecelatro
- 1979 : Les Contrebandiers de Santa Lucia (I contrabbandieri di Santa Lucia) d'Alfonso Brescia
- 1985 : Liberté, Égalité, Choucroute de Jean Yanne : La Fayette